# خانه حناساب
خانه حناساب مربوط به اواخر دوره قاجار است و در مشهد، نواب صفوی ۴، کوچه تاجرها، پلاک ۹۱ واقع شده و این اثر در تاریخ ۱۷ مرداد ۱۳۸۳ با شمارهٔ ثبت ۱۱۰۱۴ به‌عنوان یکی از آثار ملی ایران به ثبت رسیده است.